# Hispania (Romeinen)

Eerste opdeling

Tweede opdeling

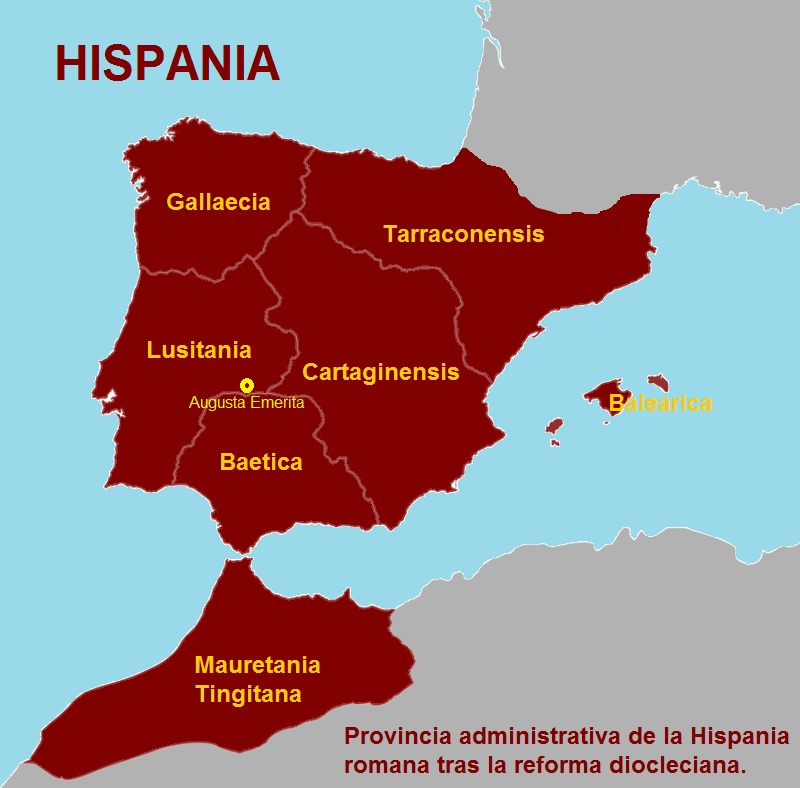
Derde opdeling

Wegen in Hispania, zoals beschreven in de Itinerarium Antonini

Hispania was het Iberisch Schiereiland onder het Romeinse Rijk. De Romeinen hadden het gebied veroverd op Carthago in 206 v.Chr. na de Slag bij Ilipa tijdens de Tweede Punische Oorlog. De Romeinse verovering van het gebied werd voltooid in 19 v.Chr., na de Cantabrische Oorlogen, tijdens de regeerperiode van keizer Augustus.
Hispania omvatte het huidige Portugal, Spanje, Andorra, Gibraltar en een klein deel van Zuid-Frankrijk. De naam "Spanje" (Spaans: España) is afgeleid van Hispania.

## Provincies
In de Romeinse Republiek werd Hispania verdeeld in twee provinciae:
- Hispania Citerior
- Hispania Ulterior

Tijdens het Principaat van Augustus werd Hispania Ulterior opgedeeld in:
- Hispania Citerior of Hispania Tarraconensis
- Hispania Baetica
- Hispania Lusitania

Onder Diocletianus werd Hispania opgesplitst in vijf delen en werd Mauretania Tingitana erbij gevoegd:
- Hispania Tarraconensis
- Hispania Carthaginensis
- Hispania Nova, later hernoemd naar Gallaecia
- Hispania Baetica
- Hispania Lusitania